# Placówka Straży Granicznej II linii „Kępno”
Placówka Straży Granicznej II linii „Kępno” – jednostka organizacyjna Straży Granicznej pełniąca służbę wywiadowczą na granicy polsko-niemieckiej w okresie międzywojennym.

## Formowanie i zmiany organizacyjne
Rozporządzeniem Prezydenta Rzeczypospolitej Polskiej Ignacego Mościckiego z 22 marca 1928 roku, do ochrony północnej, zachodniej i południowej granicy państwa, a w szczególności do ich ochrony celnej, powoływano z dniem 2 kwietnia 1928 roku  Straż Graniczną.
Rozkazem nr 3 z 25 kwietnia 1928 roku w sprawie organizacji Wielkopolskiego Inspektoratu Okręgowego dowódca Straży Granicznej gen. bryg. Stefan Pasławski  określił strukturę organizacyjną komisariatu SG „Słupia”. Placówka Straży Granicznej II linii „Kępno” znalazła się w jego strukturze. Placówka pod względem służbowym podlegała bezpośrednio inspektorowi granicznemu.
15 września 1928 dowódca Straży Granicznej rozkazem nr 7  w sprawie zmian dyslokacji Wielkopolskiego Inspektoratu Okręgowego podpisanym w zastępstwie przez mjr. Wacława Szpilczyńskiego ustalił organizację nowo powstałego  komisariatu „Rychtal”. Placówka weszła w jego skład.